# ジョッキーベイビーズ

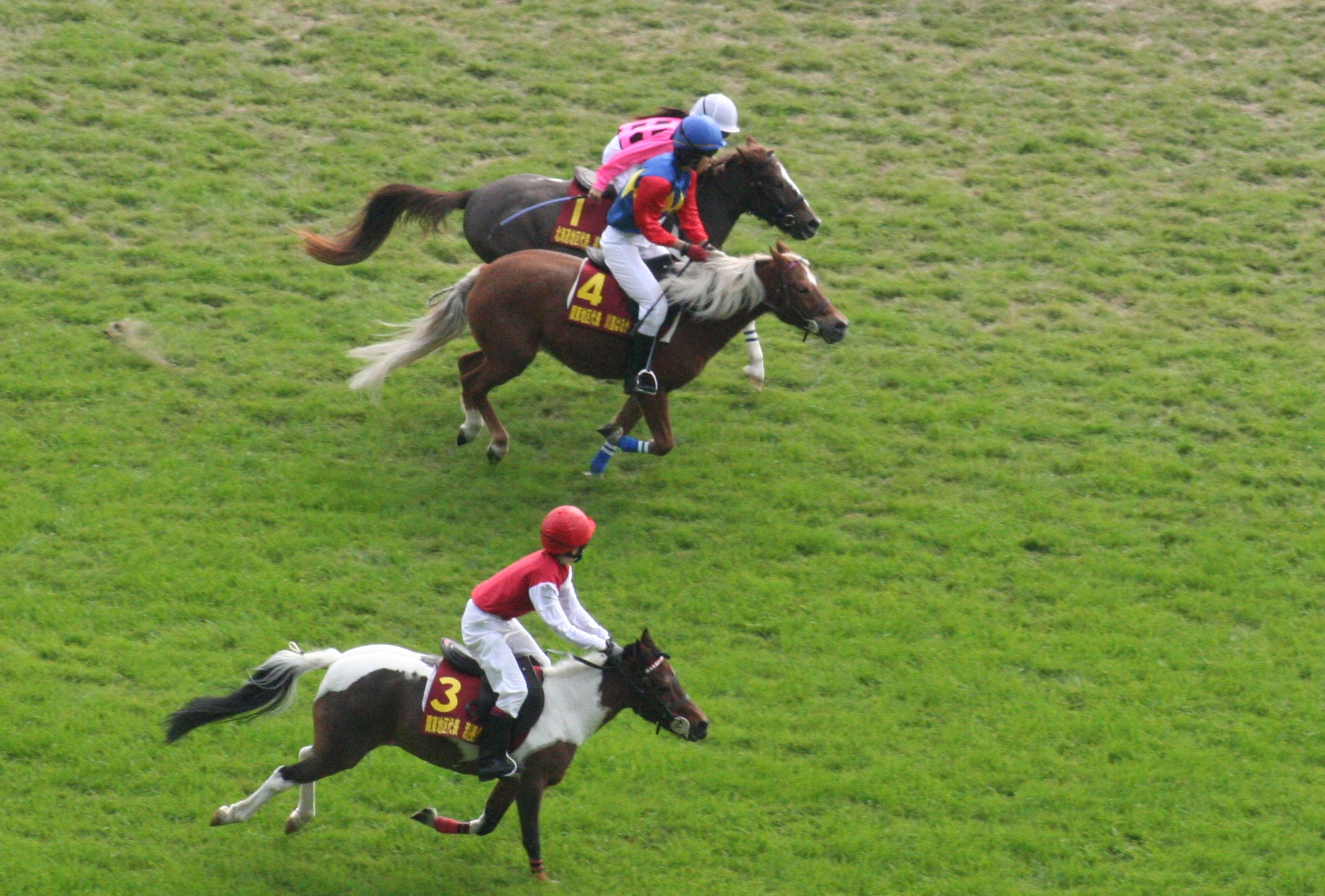
第2回ジョッキーベイビーズ決勝大会のゴール前
2010年11月7日・東京競馬場にて

ジョッキーベイビーズは、2009年より日本中央競馬会（JRA）が主催する日本国内で開かれる子供たちによるポニー競馬競走のシリーズである。正式名は「全国ポニー競馬選手権」。

## 概要
日本中央競馬会が指定した全国数か所で夏休みを中心に行われる「子供たちのサマーステージ」と称されたポニーレースの地方予選大会各会場の上位入賞者を集め、秋に東京競馬場芝コースホームストレッチ（直線）400mの距離で行われる「決勝大会」にて、ポニー競馬日本一を決めるイベントである。
乗馬普及や馬術振興・馬事文化発展の取り組みの一環として、乗馬に取り組む子供たちの励みや目標になるのを目的としている。このジョッキーベイビーズ出場者から、JRAの競馬学校または地方競馬教養センターの騎手課程に進学・入所する者も散見され、中央競馬・地方競馬のほか海外競馬にも出身者から騎手となるものが現れている（後述）。
出場資格は2012年度までは「小学校1年生～中学校1年生まで」となっていたが、2013年度から「（一部の地方予選大会は原則として）小学校4年生～中学校1年生まで」に変更された。これは競走面での安全性を考慮したもので、過去には北海道、関東、長野、九州大会では3年生以下の出場も認められており、決勝大会には参加できないため代表に選ばれる成績（予選大会優勝=地区代表出場権）を残しても代表にはなれず、2位以下の対象年齢の選手が繰り上がりで代表となっていたが、現在は関西大会で小学3年生以下や中学2年生以上もジョッキーベイビーズ予選大会にオープン参加扱い（優勝しても出場権は与えられず、対象学年の児童・生徒の最先着者が全国大会出場権付与となる）で出場ができる大会が設けられているものの、それ以外の地方大会は小学4年-中学1年以外の児童・生徒は決勝大会同様、予選会であっても出場できなくなった。なお2020年の大会中止後、大会出場上限年齢である中学1年生の出場機会喪失を避ける観点から、2021年度の大会に限定して、中学2年生（2020年の1年生）にも出場させる案も検討されていたが実現しなかった。
出走するポニー馬についても各牧場から事前に申し込み・登録する必要がある（ただし、決勝大会についてはJRAから馬事公苑に繋養されているポニー馬を用意し、出場騎手に貸与する）。出走馬の馬高は125cm以下のポニーとしている。
また地方予選大会への出場は人馬とも原則として1人（頭）1回とする（例：同一人のAさんが関東大会と関西大会に重複してエントリーすることはできない。及び関東大会でBさんが騎乗した馬を、関西大会でCさんが同じ馬で騎乗することもできない。なお2024年は関西大会以外は出場可能な都道府県のエリア制限を明確に敷いている他、出場人馬とも開催に必要な人・頭数が足りず中止となった場合、別の地区大会へ斡旋させる場合もある）。
競走は騎乗する選手の保護者か所属する乗馬クラブ・スポーツ少年団の関係者が口取りを行い、スターターの旗振りの合図でスタートを行う（スターティングゲートは使用しない）。膠着（出遅れ）や、落馬などの事故が発生した場合であっても、再レースは一切行わない。またハンディキャップも一切ない。フライングなど、明らかにレースを妨害したものと認められた場合は審議を行い、競走失格とする場合もあるが異議申し立ては一切受けない。予選大会では同着が生じた場合は次のステップの進出者を決めるための抽選（くじ引き）を行う。決勝大会においては、主催者との申し合わせにより、鞭・拍車は禁止されているが、地方予選大会によってはそれらの使用ができる大会もある
決勝大会は2025年より毎年10月のアイルランドトロフィー当日の東京競馬の全レース終了後（2013年までは11月のアルゼンチン共和国杯当日の昼休み、2014年から2018年・2022年から2023年は毎日王冠当日、2019年は府中牝馬ステークス当日、2024年は東京ハイジャンプ当日）に行われる。
2020年・2021年は新型コロナウイルス感染拡大の影響により、地区予選の円滑な実施が困難であるため開催中止となった（次回の詳細は後述）。

## 詳細

### 地区予選大会の主催者と大会名
会場は2024年度、大会名は2024年度のもの（平年の大会と異なる場合は通常の大会名の下に2022年度・2023年度の大会名を記載）。正式大会名となっている地区以外の大会も、サブタイトルとして「ジョッキーベイビーズ○○地区代表決定戦」と表示される。
| 地区                                             | 主催者・会場                                                      | 予選大会のイベント名 |
| ------------------------------------------------ | ----------------------------------------------------------------- | --- |
| 北海道                                           | 日高育成牧場                                                      | 北海道地区代表決定戦 IN 日高育成牧場 （2022年度・2023年度は「ジョッキーベイビーズ北海道地区代表決定戦 in 日高育成牧場」） |
| 東北・新潟                                       | 福島競馬場                                                        | 東北・新潟地区代表決定戦 IN 福島競馬場                                                                                    |
| 関東                                             | 馬事公苑                                                          | 関東地区代表決定戦 IN 馬事公苑                                                                                            |
| 中部                                             | 中京競馬場                                                        | 中部地区代表決定戦 IN 中京競馬場 （2022年度・2023年度は「ジョッキーベイビーズ東海地区代表決定戦in中京競馬場」）           |
| 関西                                             | 三木ホースランドパーク                                            | みっきぃーポニーレース |
| 九州                                             | 宮崎育成牧場                                                      | 馬に親しむ日 |
| 沖縄                                             | 中城公園（沖縄県北中城村）                                        | 沖縄地区代表選考会 |
| （参考） 札幌（2014）                            | 札幌競馬場                                                        | 札幌競馬場グランドオープンイベント                                                                                        |
| （参考） 長野（2020-2023は中止、2024年正式廃止） | 長野県塩尻市高ボッチ高原 「高ボッチ高原観光草競馬大会実行委員会」 | 高ボッチ高原観光草競馬大会                                                                                                |

### 地区別の全国決勝大会出場者割り当て数遍歴
| 回（年度） /地区予選大会 | 北海道 | 北海道 | 東北 | 関東 | 長野 | 東海→中部 | 関西 | 九州 | 沖縄 | 備考                                                                       |
| 回（年度） /地区予選大会 | 浦河   | 札幌   | 東北 | 関東 | 長野 | 東海→中部 | 関西 | 九州 | 沖縄 | 備考                                                                       |
| ------------------------ | ------ | ------ | ---- | ---- | ---- | --------- | ---- | ---- | ---- | -------------------------------------------------------------------------- |
| 1（2009）                | 2      | 2      | -    | 2    | 2    | -         | -    | 2    | -    | 九州は「宮崎・鹿児島大会」                                                 |
| 2（2010）〜3（2011）     | 2      | 2      | -    | 2    | 1    | -         | 2    | 1    | -    | 九州は「南九州大会」 関西大会新設                                          |
| 4（2012）                | 2      | 2      | 1    | 2    | 1    | -         | 1    | 1    | -    | 東北大会新設                                                               |
| 5（2013）                | 1      | 1      | 1    | 2    | 1    | 1         | 1    | 1    | -    | 東海大会新設 年齢下限を（一部地区予選大会は原則として）小学4年生に引き上げ |
| 6（2014）                | 1      | 1      | 1    | 1    | 1    | 1         | 1    | 1    | -    | 北海道大会を「浦河大会」と「札幌大会」の2つに分割                          |
| 7（2015）                | 1      | 1      | 1    | 2    | 1    | 1         | 1    | 1    | -    | 北海道大会を再統合                                                         |
| 8（2016）                | 1      | 1      | 1    | 1    | 1    | 1         | 1    | 1    | 1    | 沖縄大会新設                                                               |
| 9（2017）                | 1      | 1      | 1    | 1    | 1    | 1         | 1    | 2    | 2    | 沖縄大会が九州大会に統合                                                   |
| 10（2018）〜11（2019）   | 1      | 1      | 1    | 1    | 1    | 1         | 1    | 1    | 1    | 沖縄大会復活                                                               |
| 12（2021）※中止          | 1      | 1      | 1    | 1    | -    | 1         | 1    | 1    | 1    | 長野大会取り止め                                                           |
| 12（2022）〜             | 1      | 1      | 1    | 2    | -    | 1         | 1    | 1    | 1    | 2024年より東海大会の名称を中部大会に変更                                   |

### 第1回（2009年）
初年度の2009年は全国4か所で行われるポニー競馬の地方予選大会において代表各2人を選抜。選抜方法は予選会場によって異なった。
予選大会
4会場で実施された。
- 北海道：7月26日　日高育成牧場
- 関東：8月30日　馬事公苑
- 長野：8月1日　塩尻市・高ボッチ高原観光競馬場
- 宮崎・鹿児島：8月30日　宮崎育成牧場

決勝大会
11月8日に東京競馬場の第4レース終了後の昼休みの時間に行われた。ポニーはJRA馬事公苑から貸与され、騎乗するポニーは抽選で決められた。
この模様は『優駿』2月号（No.794）で2009年10大ニュースの1つとして取り上げられた。
第1回優勝は北海道代表・小学校6年の男子。2位入選の長野代表・小学校2年の女子が優秀技術賞を受賞。JRAはこのイベントの開催について、「平成21年度経営目標の達成状況」において高く評価できるとしている。

### 第2回（2010年）
JRAの平成22年度事業計画書には2010年度もジョッキーベイビーズが行われる予定と発表されてはいたが、6月28日に第2回ジョッキーベイビーズ開催を正式に発表がされた。予選の様子はグリーンチャンネルで放映された。
予選大会
新たに関西大会を新設し5地区で予選大会を開催した。これにより決勝大会進出の地区別配分が変更になった。（北海道・関東・関西は2名ずつ、他1名ずつ）なお「宮崎・鹿児島大会」は「南九州大会」に名称を変更した。
- 北海道：8月11日　門別競馬場
- 関東：9月23日　馬事公苑
- 長野：8月7日　塩尻市・高ボッチ高原草競馬場
- 関西：8月29日　三木ホースランドパーク
- 南九州：8月29日　宮崎育成牧場

決勝大会
11月7日に東京競馬場の第4レース終了後の昼休みの時間に行われた。グリーンチャンネルではWESTで生中継、EASTでは福島開催のために録画で放映された。貸与馬は昨年の馬事公苑のみポニーから対象が広げられ、全国から集められたJRAの馬が使用された。また、全員が調教鞍を使用した。
優勝は関東代表・中学1年の男子。3位入選の北海道代表・小学5年の女子に優秀技術賞が贈られた。グリーンチャンネル番組の「目指せ!ジョッキーベイビーズ2010」において予選の模様が放映され、『優駿』11月号（No.803）でも特集が組まれた。

### 第3回（2011年）
予選大会
前年度と同じ5会場で実施された（「南九州大会」は「九州大会」に改称）。決勝大会出場者の割り振りは前回に同じ
- 北海道：7月31日　日高育成牧場
- 関東：9月23日　馬事公苑
- 長野：8月6日　塩尻市・高ボッチ高原草競馬場
- 関西：8月21日　三木ホースランドパーク
- 九州：8月28日　宮崎育成牧場

決勝大会
11月6日、東京競馬場第4競走終了後の昼休みに行われ、関東代表の中学1年の女子が優勝。5着に入線した九州代表の小学4年の女子が優秀技術賞を受賞した。スターターは第2回決勝大会に優勝した男子が勤めた。

### 第4回（2012年）
この年から長谷川町子美術館が協賛・協力し、「サザエさんも応援!!第4回ジョッキーベイビーズ」として開催された。新たに東北地区の予選大会が新設され、北海道と関東が2名ずつ、他1名ずつが決勝大会進出
予選大会
- 北海道：7月29日　日高育成牧場
- 東北：8月18日　福島競馬場
- 関東：9月22日　JRA馬事公苑
- 長野：8月5日　塩尻市・高ボッチ高原草競馬場
- 関西：8月26日　三木ホースランドパーク
- 九州：8月26日　宮崎育成牧場

決勝大会
11月4日の東京競馬場昼休みに予選大会を勝ち上がった8人が決勝大会進出。長野地区代表の小林勝太（後にJRA騎手、競馬学校騎手課程第39期、当時：小学校4年生・9歳）が優勝し、北海道・関東以外の地区では初めての優勝となった。また6着だった関東地区代表の佐藤翔馬（現：JRA騎手、競馬学校騎手課程第39期、当時：小学校2年生・7歳）には敢闘賞が贈呈された。この大会では前年度優勝の女子がスターターを務めた他、当日はサブタイトル（上述）にもあるサザエさんが応援ゲスト兼プレゼンターとして出演した。

### 第5回（2013年）
前年に引き続き長谷川町子記念館とのコラボレーションにより「サザエさんも応援!!第5回ジョッキーベイビーズ」として開催される。今回は東海地区予選を新設し7地区で予選大会が行われ関東地区は2人、それ以外は1人が地区代表として決勝大会に進出する。
なお前述したとおり、今大会から参加できる学齢が従来の「小学1年生～中学1年生」から「（一部の地方予選大会は原則として）小学校4年生～中学校1年生まで」に改められた。
予選大会
- 北海道：7月28日　日高育成牧場
- 東北：8月18日　福島競馬場
- 関東：9月23日　JRA馬事公苑
- 長野：8月4日　塩尻市・高ボッチ高原草競馬場
- 東海：9月29日　中京競馬場
- 関西：8月25日　三木ホースランドパーク
- 九州：8月25日　宮崎育成牧場

決勝大会
11月3日の東京競馬場昼休みに予選大会を勝ち上がった8人が決勝大会進出。関東地区代表の斎藤新（現：JRA騎手、競馬学校騎手課程第35期、当時：中学校1年生・12歳）が優勝した。

### 第6回（2014年）
第6回大会は北海道ブロックの予選大会を2か所に分割し、従来「北海道大会」を開催してきた日高で行う「浦河大会」に加え、札幌競馬場で同競馬場のリニューアル完成記念として開催する「札幌大会」を新設。全国8ブロックで予選大会を開催し、各ブロック優勝者のみが決勝大会に進出。またその決勝大会も会期を1か月ほど繰り上げて行われることになった。
また第4・5回に引き続き、長谷川町子美術館の協力を経て「サザエさんも応援!!第6回ジョッキーベイビーズ」として行われた
予選大会
- 浦河：7月27日　日高育成牧場
- 札幌：8月9日　札幌競馬場
- 東北：8月24日　福島競馬場
- 関東：9月23日　JRA馬事公苑
- 長野：8月3日　塩尻市・高ボッチ高原草競馬場
- 東海：9月14日　中京競馬場
- 関西：8月24日　三木ホースランドパーク
- 九州：7月27日　JRA宮崎育成牧場

※ 札幌大会は札幌競馬場の全面改修工事完成記念のイベントとして施行。
決勝大会
10月12日の東京競馬場最終競走（第12競走）終了後に開催。関西地区代表の角田大和（現：JRA騎手、競馬学校騎手課程第37期、当時：中学校1年生・13歳）が優勝した。

### 第7回（2015年）
第5回の形式に戻り、北海道大会は1地区（前年の「浦河大会」相当）のみ。関東地区大会は上位2名、他地区1名ずつが決勝大会出場権獲得。本年度も引き続き長谷川町子美術館の協賛を取り付けて「サザエさんも応援!!第7回ジョッキベイビーズ」として行われる。
予選大会
- 北海道：7月26日　日高育成牧場
- 東北：8月22日　福島競馬場
- 関東：9月23日　JRA馬事公苑
- 長野：8月2日　塩尻市・高ボッチ高原草競馬場
- 東海：9月13日　中京競馬場
- 関西：8月30日　三木ホースランドパーク
- 九州：8月30日　JRA宮崎育成牧場

決勝大会
10月11日の東京競馬場最終競走（第12競走）終了後に開催。北海道地区代表の10歳の男子が優勝した。

### 第8回（2016年）
第8回より沖縄地区が新設され、全国8ヶ所の地区代表決定戦・選考会で選出された8名が出場する。
予選大会
- 北海道：7月31日　日高育成牧場
- 東北：8月20日　福島競馬場
- 関東：9月22日　JRA馬事公苑
- 長野：8月7日　塩尻市・高ボッチ高原草競馬場
- 東海：9月18日　中京競馬場
- 関西：8月28日　三木ホースランドパーク
- 九州：8月28日　JRA宮崎育成牧場
- 沖縄：6月18日　アミークス国際学園

決勝大会
10月9日の東京競馬場最終競走（第12競走）終了後に開催。九州地区代表の12歳の男子が優勝した。

### 第9回（2017年）
沖縄大会が九州大会に統合され、全国7ヶ所の地区代表決定戦・選考会で選出された8名が出場する(なお九州地区のみ2名選出)。
予選大会
- 北海道：7月30日　日高育成牧場
- 東北・新潟：8月19日　福島競馬場
- 関東：8月3日　JRA競馬学校
- 長野：8月6日　塩尻市・高ボッチ高原草競馬場
- 東海：9月10日　中京競馬場
- 関西：8月27日　三木ホースランドパーク
- 九州：8月27日　JRA宮崎育成牧場

決勝大会
10月8日の東京競馬場最終競走（第12競走）終了後に開催。東北・新潟地区代表の加藤雄真（2024年4月より川崎競馬所属騎手、当時：小学校6年生・12歳）が優勝した。

### 第10回（2018年）
沖縄地区が再び新設され、全国8ヶ所の地区代表決定戦・選考会で選出された8名が出場する。
予選大会
- 北海道：7月29日　日高育成牧場
- 東北・新潟：8月18日　福島競馬場
- 関東：8月2日　JRA競馬学校
- 長野：8月4日　塩尻市・高ボッチ高原草競馬場
- 東海：9月9日　中京競馬場
- 関西：8月19日　三木ホースランドパーク
- 九州：8月26日　JRA宮崎育成牧場
- 沖縄：7月15日　大宜味村結の浜公園

決勝大会
10月7日の東京競馬場最終競走（第12競走）終了後に開催。長野地区代表の12歳の男子が優勝した。

### 第11回（2019年）
予選大会
- 北海道：7月28日　日高育成牧場
- 東北・新潟：8月17日　福島競馬場
- 関東：8月1日　JRA競馬学校
- 長野：8月4日　塩尻市・高ボッチ高原草競馬場
- 東海：7月28日　中京競馬場
- 関西：8月18日　三木ホースランドパーク
- 九州：8月25日　JRA宮崎育成牧場
- 沖縄：7月14日　美原乗馬クラブ

決勝大会
10月14日の東京競馬場最終競走（第12競走）終了後に開催。長野地区代表の佐野遥久（2024年4月より川崎競馬所属騎手、当時：中学校1年生・12歳）が優勝した。

### （2020年）
新型コロナウィルス感染拡大の観点から開催中止。第12回は2021年に延期となった。

### 第12回（2021年）
予選大会
- 北海道：8月1日　日高育成牧場
- 東海：7月18日　中京競馬場
- 九州：8月9日　JRA宮崎育成牧場

（参考）
- 東北・新潟、関東:8月19日 JRA競馬学校[注釈 5]
- 関西:8月22日 三木ホースランドパーク
- 沖縄:8月22日 美原乗馬クラブ（うるま市）

決勝大会
緊急事態宣言延長のため中止、大会打ち切り。このため「第12回大会」は2022年に再延期となった。開催される場合は10月10日最終競走終了後東京競馬場で行われる予定だった。

### 第12回（2022年）
予選大会
- 北海道:7月31日 日高育成牧場
- 東北・新潟:8月21日 福島競馬場
- 関東:8月10日 JRA競馬学校
- 東海:7月17日 中京競馬場
- 関西:8月21日 三木ホースランドパーク
- 九州:8月11日 JRA宮崎育成牧場
- 沖縄:7月3日 沖縄県営中城公園

決勝大会
- 10月9日の東京競馬場最終競走（第12競走）終了後に開催。東北・新潟地区代表の13歳の男子が優勝した[38]。

### 第13回（2023年）
予選大会
- 北海道:7月30日 日高育成牧場
- 東北・新潟:8月20日 福島競馬場
- 関東:8月9日 JRA競馬学校
- 東海:7月30日 中京競馬場
- 関西:8月6日 三木ホースランドパーク
- 九州:8月11日 JRA宮崎育成牧場
- 沖縄:7月9日 沖縄県営中城公園

決勝大会
- 10月8日の東京競馬場最終競走（第12競走）終了後に開催。東海地区代表の11歳の男子が優勝した[40]。

### 第14回（2024年）
予選大会
- 北海道:7月28日 日高育成牧場
- 東北・新潟:8月18日 福島競馬場
- 関東:8月1日 馬事公苑
- 中部:7月21日 中京競馬場
- 関西:6月23日 三木ホースランドパーク
- 九州:8月12日 JRA宮崎育成牧場
- 沖縄:6月23日 沖縄県営中城公園

決勝大会
- 10月13日の東京競馬場最終競走（第12競走）終了後に開催。東北・新潟地区代表の13歳の男子が優勝した。

### 第15回（2025年）
予選大会
- 北海道:7月27日　日高育成牧場
- 東北・新潟:8月24日　福島競馬場
- 関東:8月7日　馬事公苑
- 中部:6月15日　中京競馬場
- 関西:6月29日　三木ホースランドパーク
- 九州:6月8日　JRA宮崎育成牧場
- 沖縄:6月29日　沖縄県営中城公園

決勝大会
- 10月12日の東京競馬場最終競走（第12競走）終了後に開催予定。

### 予選大会の詳細
基本的なパターンとしては、申込み人数に応じて予選大会の当日に1次予選レースを行い、その成績の上位4-6名程度によって地区代表決定レース（決勝レース）を行う。
但し、北海道地区大会（2014年は浦河地区大会）では2レースを行い着順に応じた獲得ポイント制によって優勝=出場権獲得者を決めたほか、札幌地区大会（2014年のみ）、東北大会では申し込みが多い場合、予選大会前日に乗馬技術（ただし審査に使用するのはポニーではなく乗馬用の馬）と、指定されたコースを1人（1頭）ずつ走り、そのタイムを計測するジムカーナによる予備審査（東北では乗馬技術審査合格者を対象にジムカーナ審査を実施）で本選に出場する4名程度を決定する方式がとられている。
また沖縄大会は、トラックでの代表決定レースの開催は行わず、2016年の大会は岡部幸雄を審査委員長とする、4人の審査委員によって、部班競技、ジムカーナ、騎乗姿勢の以上3部門の審査を行い、それらを総合評価したうえで、代表者1名を決定した。2022年は、部班競技、スラローム、直線などでのコース走行を審査するが、「騎乗中に直進を維持し、蛇行・斜向を修正し、ゴール後も自ら騎乗馬を操作して停止できる騎乗技術」を有することに重きを置いて審査を行う。
予選大会終了後、表彰式が行われ、日本中央競馬会より全国大会出場権獲得の証として、招待状の目録パネルが手渡される。
なお、2021年度は開催が実施されることになれば、長野大会が中止になったため、関東大会と合同した東北・新潟大会を含め、各代表1名ずつの7名で行うものとするほか、長野大会以外でも中止が発生した場合はその地区の代表を不在扱いとし、他地区の増員補填も行わないこと、また決勝大会は最低4組（人・馬）以上で行い、それ以下となった場合は決勝大会を中止するものとすると規定された。2022年度も東北・新潟大会が本来の形に戻って行われるのと、関東が1・2位の2名となる以外は、同様の処置で行う。

### 決勝大会の詳細
決勝大会進出（参加）者は、前日に東京競馬場に集合する。本選での貸与馬を抽選したあと、打ち合わせやリハーサル等を行い、決められた宿舎で宿泊する。乗馬訓練には前日に約1時間が与えられ、大会当日にも時間が設けられる。　
参加者が用意するものは白の乗馬キュロット、ブーツ、勝負服などで、他はすべて貸与されるが、乗馬用プロテクターは普段自分が使用しているものを持参しても構わない。また、勝負服については貸与も可能である。なお、危険防止の観点から、口取りはJRA東京競馬場の職員が担当。ムチは使用しない。またポニー馬はスターティングゲート（発馬機）に入って、一旦静止した状態での発馬は、馬がよれて危険が発生しやすいため、スターティングゲートは使用せず、概ね発走10秒前～5秒前まで輪乗り→5秒前からそれぞれの所定スタート位置に移動して発馬する「カウントダウンスタート方式」を採用している。（これは予選大会も同じ）
出場者全員に出場記念メダルを贈呈される。その他に優勝者には優勝カップが、騎乗技術優秀者には優秀技術賞や敢闘賞が贈られる。また関東地区代表を除いた各地区の代表騎手と保護者1名までに対し、会場までの遠征費・宿泊費を一部補助する仕組みも行っている。また、第4回から、長谷川町子美術館の協賛を取り付け「サザエさんも応援!!」の冠タイトルをつけたことから、決勝大会の会場にはサザエさんとその一族の着ぐるみも激励に訪れる。

## 出場者からの競馬学校進学・騎手デビュー
第1回大会に出場し5着だった木幡巧也はその後2012年度競馬学校騎手課程第31期生の試験に合格し、当大会出場者として初となる競馬学校進学を果たし、2016年に騎手デビューを果たした。また、この大会を優勝した男子（当時12歳）は2013年度競馬学校騎手課程第32期生の試験に合格し競馬学校に進学を果たしたが、騎手デビューに至らず退学している。また、2着だった長野の女子（当時小2）も後に騎手課程第36期生の試験に合格している。当時、女性の競馬学校合格者はまだ少なかった事からメディア、新聞等でも合格が特集されたが、最終的には入学を辞退している。
その後もジョッキーベイビーズ出場経験者の競馬学校騎手課程への入学者が続いており、第5回大会優勝の斎藤新、4着の菅原明良が2019年（騎手課程第35期生）に、同じく第5回2着の松本大輝、第6回優勝の角田大和、第7回6着の横山琉人、8着の永野猛蔵が2021年（同課程第37期生）に、第4回優勝の小林勝太、6着の佐藤翔馬が2023年（同課程39期生）、第11回5着の舟山瑠泉も2025年（同騎手課程第41期生）に、それぞれ競馬学校騎手課程卒業を経て中央競馬の騎手としてデビューしている。
2025年現在で同大会出身の中央競馬騎手は10名（優勝経験者は斎藤新、角田大和、小林勝太の3名）となった（なお、永野は2024年に騎手引退、小林は2025年3月1日に騎手免許失効）。
一方で海外競馬や地方競馬の騎手として新たな活路を開いた者もいる。第2回大会で4着に入った福元大輔は後にカナダに渡り2017年に騎手デビュー。2020年には当地でダービージョッキーとなった。
第3回大会で2着に入った永井孝典は競馬学校を不合格となった後に地方競馬教養センター騎手課程第95期生として入所、その後2017年に地方競馬全国協会（NAR）の騎手免許試験に合格し、兵庫県競馬（西脇）でデビューした。
第3回大会で6着、第4回大会で4着となった木村和士は2015年に競馬学校騎手課程第34期生として入学したが、2017年に自主退学した後に前述の福元と同じくカナダへ渡り、2018年に騎手デビュー。同年に最優秀見習騎手賞や2021年シーズンはカナダリーディングを獲得している。
第9回大会で2着の後藤蒼二朗は地方競馬教養センター騎手課程第103期生となり、2022年にNARの騎手免許試験に合格し、大井競馬所属の騎手としてデビューしたが、2023年10月27日付で引退した。
第8回から第10回大会まで連続出場し、第9回大会で優勝した加藤雄真、第8回大会で7着、第11回大会で優勝した佐野遥久は共に地方競馬教養センター騎手課程第105期生となり、2024年にNARの騎手免許試験に合格し、いずれも川崎競馬所属の騎手としてデビューした。
以上の様にジョッキーベイビーズ出場者のうち、前述の中央競馬に加え、海外・地方競馬含めると16名が騎手となった。